# Roland Engdahl
Oscar Roland Engdahl, född 28 oktober 1914 i Adolf Fredriks församling i Stockholm, död 20 januari 1984 i Engelbrekts församling i Stockholm, var en svensk militär.

## Biografi

### Sjömilitär karriär
Engdahl avlade studentexamen i Stockholm 1936 och sjöofficersexamen vid Sjökrigsskolan 1939, varpå han utnämndes till fänrik i flottan samma år. Under beredskapsåren 1939–1945 var han huvudsakligen sjökommenderad i artilleribefattningar på pansarskepp och jagare. Han befordrades till löjtnant 1941 och till kapten 1947. Åren 1947–1948 gick han Stabskursen och Artillerikursen vid Sjökrigshögskolan, varpå han 1949–1950 var adjutant hos chefen för marinen. Han var chef för Pressdetaljen vid Marinstaben 1951–1955 och var fartygschef på jagaren Uppland 1955–1956. Han var stabsofficer hos chefen för Marinkommando Syd 1956–1960 och befordrades till kommendörkapten av andra graden 1957. Därefter var han chef för Utbildningsavdelningen i Marinstaben 1960–1963, befordrades till kommendörkapten av första graden 1961 och var fartygschef på kryssaren Göta Lejon under hennes sista expedition 1963–1964. Åren 1964–1980 var Engdahl gränschef i Generaltullstyrelsen. Han inträdde i reserven 1969.
Roland Engdahl invaldes 1957 som ledamot av Kungliga Örlogsmannasällskapet.

### Insatser som gränschef vid Generaltullstyrelsen
Generaltullstyrelsen är en myndighet som utformar ramar och direktiv för samt gör prioriteringar beträffande Tullverkets uppgifter. När Roland Engdahl tillträdde som gränschef var Tullverkets kustbevakning fortfarande i stort utformad för den smuggling av sprit som ägde rum till sjöss under 1920- och 1930-talen, men på 1960-talet var denna företeelse i stort sett försvunnen. I sin roll som gränschef tog Engdahl i stället initiativ till nya och större uppgifter som Kustbevakningen vore lämplig att lösa. Det gällde framför allt insatser på tre områden: bekämpning av narkotikasmuggling, övervakning av territorialvatten och fiskezoner samt marint miljöskydd. För alla dessa områden krävdes ny materiel, nya metoder och ny organisation samt internationellt samarbete. Engdahl skapade därför en långsiktsplan för förnyelse av kustbevakningens fartygsmateriel och tog även initiativ till utveckling av nya fartygstyper och materiel för oljebekämpning till sjöss samt till bland annat bevakningsflygplan med sensorer för fjärrdetektering av oljeutsläpp till sjöss.
Han anlitades som expert vid utarbetande av internationella samarbetsavtal rörande marint miljöskydd: i Nordsjön, mellan de skandinaviska länderna och mellan länderna kring Östersjön. Därtill ledde han som ordförande arbetet vid ett flertal konferenser inom ramen för dessa avtal och omsatte avtalens intentioner i praktiska samarbetsformer. Allt detta ledde till att Roland Engdahl blev en internationellt erkänd auktoritet i fråga om åtgärder för bekämpning av oljeutsläpp. Han anlitades bland annat i samband med oljekatastrofer i Mexikanska golfen och Magellans sund. År 1979 fick han som förste icke-amerikan ta emot guldmedalj av United States Coast Guard för sina insatser inom marint miljöskydd. Efter sin pensionering 1980 tog han initiativet till en samverkansorganisationen Swedish Marine Pollution Abatement Technology (SWEMARPOL) som under Sveriges exportråd samlade svenska företag för gemensamma insatser för export av svensk teknologi för oljeskydd och oljesanering.

### Familj
Roland Engdahl var son till chefsportier Oscar Bernhard Engdahl och Edith Alice Hamilton. Han gifte sig 1945 med Ann-Marie Johnson och de fick sönerna Horace Engdahl och Stefan Engdahl.

### Utmärkelser
- Riddare av Svärdsorden, 1957.[7]
- Riddare av Nordstjärneorden, 1972.[8]